# Olgierd Brzeski
Olgierd Wojciech Brzeski (ur. 19 lutego 1921 w Poznaniu, zm. 2 grudnia 2000 w Montrealu) – doktor chemii, założyciel Fundacji Brzeskich, honorowy obywatel Wrześni.

## Życiorys
Syn Leona Brzeskiego, współzałożyciela i dyrektora naczelnego Banku Cukrownictwa i Anny Braunek z Babina. Wnuk Erazma Brzeskiego, właściciela Mierzewa, Wódek i Królewca. Jeszcze jako uczeń gimnazjum, w czasie wakacji spędzanych u swej ciotki Stefanii Lutomskiej w Grzybowie, zainteresował się znajdującym się na terenie majątku starożytnym grodziskiem, zwanym "Okopy Szwedzkie". Wykonał na grodzisku parę przekopów i z pomocą archeologów z Poznania znalezione tam znaleziska prawidłowo określił jako pochodzące z X wieku. Wyniki tych badań opublikował w czasopiśmie "Z Otchłani Wieków". Po klęsce wrześniowej w 1939 przedostał się przez Zawrat i dalej przez Węgry do Francji, gdzie wstąpił do 2 Dywizji Strzelców Pieszych, wysłanej na front do Lotaryngii. Po upadku Francji przebił się ze swoją jednostką do Szwajcarii, gdzie został internowany.
W Szwajcarii zdał maturę i podjął studia w zakresie chemii na Politechnice Federalnej w Zurychu, a następnie uzyskał stopień doktora za pracę nad antybiotykami. Związał się z przemysłem farmaceutycznym - został zatrudniony przez firmę Sandoz, która wysłała go do Kanady w celu zorganizowania filii w tym kraju. Z małego przedstawicielstwa stworzył koncern, obejmujący kilka fabryk i organizacji przemysłowych. Został prezydentem i naczelnym dyrektorem Sandoz Canada Inc. oraz prezesem rad nadzorczych Anca Laboratories i Hospal Canada oraz wiceprezesem Sandoz Canada Inc, Mont Royal Chemicals, Wander Canada i Ex-Lax Canada. Ponadto był członkiem zarządu wielu dalszych organizacji kanadyjskich.
Brał także czynny udział w życiu społecznym Polonii w Kanadzie. Był członkiem zarządów Stowarzyszenia Polskiego w Montrealu, Polskiego Związku Ziem Zachodnich i Polskiego Instytutu Naukowego. Założył Polsko-Kanadyjską Izbę Handlową, którą kierował przez 9 lat. Wspierał finansowo różne organizacje i cele społeczne i przez wiele lat był zaangażowany w wysyłkę leków do Polski. M.in. w 1981 przekazał do Banku Leków Solidarności w Warszawie zebrane od różnych firm farmaceutycznych w Kanadzie lekarstwa o wartości kilku milionów dolarów.
Po przejściu na emeryturę w 1987 wrócił do zainteresowań związanych z archeologią. Ukończył kurs archeologii na Uniwersytecie Montrealskim i uczestniczył czynnie w wielu ekspedycjach archeologicznych na całym świecie: w Izraelu, Francji, Belize, Chinach, Japonii, Afryce Południowej, a także na Cyprze, Majorce i na Malcie, zapoznając się z rozmaitymi kulturami z wielu epok. W 1987 zainicjował pierwsze wstępne badania grodziska w Grzybowie. W celu zapewnienia środków na dalsze prace wykopaliskowe założył w 1989 Fundację Brzeskich, afiliując ją przy Poznańskim Towarzystwie Przyjaciół Nauk.

## Życie osobiste
Ożenił się z Marietą Lasowską, z którą miał cztery córki: Adę, Annę, Weronikę i Marianę.

## Odznaczenia i wyróżnienia
- Krzyż Kawalerski Orderu Odrodzenia Polski
- Złota Odznaka Honorowa Kongresu Polonii Kanadyjskiej
- tytuł Honorowego Obywatela Wrześni (1996)